# NGC 2855
NGC 2855 est une galaxie lenticulaire entourée d'un anneau et située dans la constellation de l'Hydre. NGC 2855 a été découverte par l'astronome germano-britannique William Herschel en 1786.

## Caractéristiques
NGC 2855 est peut-être une galaxie LINER, c'est-à-dire une galaxie dont le noyau présente un spectre d'émission caractérisé par de larges raies d'atomes faiblement ionisés.

### Distance
Sa vitesse par rapport au fond diffus cosmologique est de 2 226 ± 29 km/s, ce qui correspond à une distance de Hubble de 33,8 ± 2,3 Mpc (∼110 millions d'al).
À ce jour, deux mesures non basées sur le décalage vers le rouge (redshift) donnent une distance de 24,250 ± 2,899 Mpc (∼79,1 millions d'al), ce qui est à l'extérieur des valeurs de la distance de Hubble. Notons que c'est avec la valeur moyenne des mesures indépendantes, lorsqu'elles existent, que la base de données NASA/IPAC calcule le diamètre d'une galaxie et qu'en conséquence le diamètre de NGC 2855 pourrait être d'environ 24,0 kpc (∼78 300 al) si on utilisait la distance de Hubble pour le calculer.

### Morphologie
NGC 2855 a été utilisée par Gérard de Vaucouleurs comme une galaxie de type morphologique (R)SA(r)0/a dans son atlas des galaxies,.

## Groupe de NGC 2855
NGC 2855 fait partie d'un groupe de galaxies qui porte son nom et qui compte au moins trois galaxies. Les deux autres galaxies du groupe de NGC 2855 sont MCG -2-24-11 (PGC 26378) et MCG -2-24-12 (PGC 26429).